# タイリクモモンガ
タイリクモモンガ（大陸小鼯鼠、Pteromys volans）は、ネズミ目（齧歯目）リス科リス亜科モモンガ族モモンガ属に分類されるモモンガの一種。
種の学名Pteromys volansの意味は「飛ぶ翼のある鼠」で、Pteromysがギリシャ語で「翼のあるネズミ」、volansがラテン語で「飛ぶ」をそれぞれ意味する。

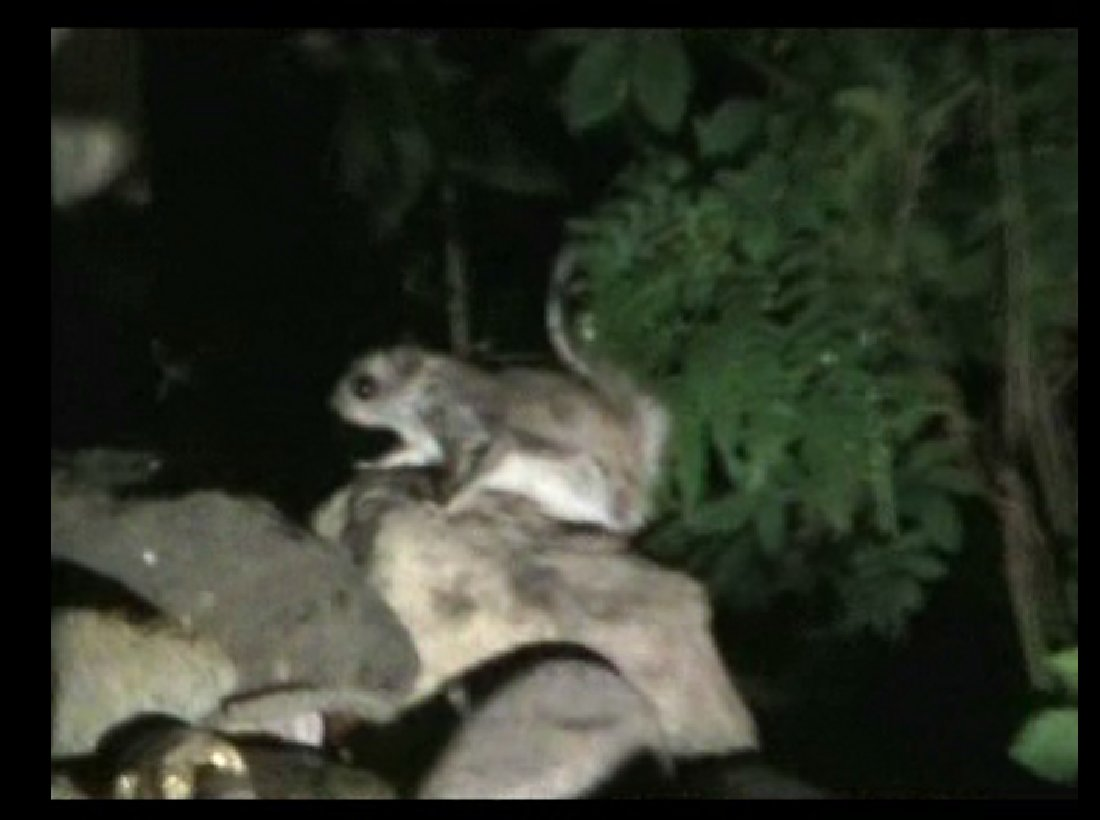
2006年の夜にフィンランドのクラウカラで撮影されたタイリクモモンガ。

## 分布・分類
ユーラシア大陸北部に幅広く分布する。その生息範囲はフィンランド北部・エストニア・ラトビアからロシア連邦（サハリン州を含む）・モンゴル・中華人民共和国（中国）の西北部および東北部・朝鮮半島と広範囲にわたる。なおカムチャツカ半島には分布していない。
- P. v. volans (Linnaeus, 1758)[2] - 基亜種。フィンランド・エストニア・ラトビア・リトアニア・ベラルーシ[8]・ロシア連邦（本土およびシベリア）・モンゴル・中国（新疆ウイグル自治区・内モンゴル自治区・黒竜江省・吉林省・遼寧省・河北省・北京市・山西省・湖南省）に生息[9]。
- エゾモモンガ P. v. orii (Kuroda, 1921)[2]  - 日本の北海道に分布する固有亜種。岸田久吉(1924)・黒田長礼(1938)らにより分類された[4]。
- カラフトモモンガ[10] P. v. athene (Thomas, 1907)[2] - サハリン（樺太）産の亜種[2]。岸田(1924)・黒田(1938)らが記録[4]。
- 朝鮮半島産の亜種チョウセンモモンガ P. v. aluco (Thomas) [3] - 黒田(1938)が記録[4]。朝鮮半島では朝鮮民主主義人民共和国（北朝鮮）および大韓民国（韓国）で記録されている[1]。
- P. v. buechneri Satunin, 1903[2] - 中国の青海省・甘粛省・寧夏回族自治区・四川省に生息[9]。

また今泉吉典(1949)は北海道産の亜種（エゾモモンガ）をP. v. orii (Kuroda) に分類したほか本州・九州に生息しているモモンガ（後のニホンモモンガ）を別亜種P. v. amygdali (Thomas) に分類したが、ニホンモモンガはエゾモモンガと陰茎骨の形態が全く異なっていることが判明したため後に別種として記載された。

## 形態・生態
体長は15 - 20センチメートル・尾長10 - 12センチメートル程度。北海道に生息する亜種エゾモモンガの場合、頭胴長は15 - 16センチメートルで尾長は10 - 12センチメートル・体重は100 - 120グラム。背面は夏毛で淡い茶褐色・冬毛は淡い灰褐色で、腹面は白色であるが一部個体差がある。顔に対する目の占める割合が大きく、滑空するための飛膜を持つ。乳頭数は4対である。
平野部 - 亜高山帯にかけて分布し、生息標高は海抜0メートル - 2,500メートルと広範囲にわたる。夜行性で、日没直後 - 日の出前後にわたり活動する。樹上生活を行い、飛膜を用いて滑空し花・葉・枝・種子などを食べる。日中は樹洞の巣穴・巣箱で休息する。
年に1回または2回繁殖して春 - 夏に2 - 6頭を出産する。

## 人間との関係
造林地では若芽を食害するほか、小鳥繁殖用の巣箱に入ることで間接的ながら邪魔をする。一方で本種の毛皮はかなり薄く持久に耐えないが、質が柔らかいため寒地では耳掛けなどに用いる。

### 保全状況
リトアニアでは絶滅したと考えられ、ベラルーシでも絶滅した可能性がある。
フィンランド・エストニア・韓国でも森林分断化の悪影響を受け減少傾向にあり、韓国に生息するタイリクモモンガの亜種チョウセンモモンガ Pteromys volans aluco (Thomas) は1982年11月16日付で韓国の天然記念物（第328号）に指定されている。日本（北海道）に生息するエゾモモンガは普通種だが、森林の孤立・分断化による個体数減少が懸念されている。

### 外来種として
なおエゾモモンガを除くタイリクモモンガ種はかつてフクロモモンガ（有袋類）・アメリカモモンガ（モモンガ属）とともに日本国内へペット（愛玩動物）として輸入されていたが、個人による飼育下での繁殖は難しい。またタイリクモモンガ種は野生化した個体がエゾモモンガと亜種間交雑したり、エゾモモンガやニホンモモンガ（ホンドモモンガ、本州・四国・九州に生息）と競合したりすることが懸念されたため、2005年（平成17年）12月14日から特定外来生物による生態系等に係る被害の防止に関する法律により「特定外来生物」第二次指定種に追加指定され、翌2006年（平成18年）2月1日以降は輸入・飼育などが原則として禁止されている。